# Herminio Díaz Zabala
Herminio Díaz Zabala (Reocín, 12 de desembre de 1964) és un ciclista espanyol, ja retirat, que fou professional entre 1986 i 1998. Els seus majors èxits esportius els aconseguí a la Volta a Espanya, on guanyà una etapa en l'edició de 1989. El 1991 guanyà la Tirrena-Adriàtica, sent el primer espanyol en guanyar aquesta cursa. Després de la seva retirada passà a formar part de l'equip tècnic de l'ONCE, més tard anomenat Liberty Seguros. Posteriorment va passar a regentar un hotel a Santillana del Mar.
El seu germà Pedro Díaz Zabala també fou ciclista professional.

## Palmarès
- 1985
  - Vencedor d'una etapa del Giro de les Regions
- 1987
  - Vencedor d'una etapa a la Volta a Cantàbria
- 1988
  - Vencedor d'una etapa a la Volta a Cantàbria
- 1989
  - Vencedor d'una etapa a la Volta a Espanya
- 1991
  - 1r a la Tirrena-Adriàtica
- 1994
  - Vencedor d'una etapa a la Volta a Múrcia
- 1995
  - Vencedor d'una etapa del Tasmania Summer Tour

### Resultats a la Volta a Espanya
- 1989. 110è de la classificació general. Vencedor d'una etapa
- 1991. 42è de la classificació general. Porta el mallot or durant una etapa
- 1992. 51è de la classificació general
- 1993. 54è de la classificació general
- 1994. 63è de la classificació general
- 1995. 58è de la classificació general
- 1996. 63è de la classificació general
- 1997. 68è de la classificació general
- 1998. 72è de la classificació general

### Resultats al Tour de França
- 1988. 118è de la classificació general
- 1990. 90è de la classificació general
- 1991. 75è de la classificació general
- 1992. 97è de la classificació general
- 1993. 102è de la classificació general
- 1995. 35è de la classificació general
- 1996. 53è de la classificació general
- 1998. Abandona (17a etapa)

### Resultats al Giro d'Itàlia
- 1990. 42è de la classificació general